# Vitvíste
Vitvíste (en (ucraïnès): Вітвисте) és un poble de la República Autònoma de Crimea a Ucraïna, que el 2014 tenia 62 habitants. Pertany al districte rural de Djankoi.